# Bushmaster ACR
De Bushmaster ACR (Adaptive Combat Rifle) is een aanvalsgeweer ontworpen door Magpul Industries. Later zou Magpul een deal sluiten met Bushmaster over de productie van het geweer. Momenteel zijn Bushmaster en Remington verantwoordelijk voor de productie en verkoop van de ACR.
De ACR was ontwikkeld op basis van de AR-15 en zijn vele varianten, met als doel het geweer te verbeteren voor gebruikers die al gewend waren aan de M4. De AR-15 heeft een direct impingement systeem, waarbij de verbrandingsgassen van de aandrijflading weer terug in de systeemkast komen om zo een nieuwe patroon te laden en af te vuren. Het nadeel van dit mechanisme is echter dat vuil en hete gassen direct in de systeemkast en het magazijn komen, wat de betrouwbaarheid en levensduur van het geweer vermindert en veel schoonmaakwerk vereist. De ACR heeft een zogeheten gas piston systeem, waarbij de verbrandingsgassen eerst een zuigerstang bewegen en die stang vervolgens het mechanisme in werking zet; de gassen worden veilig afgevoerd naar buiten.
Veel onderdelen van de ACR zijn van polymeren gemaakt, om gewicht te besparen. Het is een modulair systeem waarmee de ACR zeer snel aanpasbaar is.
De ACR is ontworpen als potentiële vervanger voor de AR-15 serie in het Amerikaanse leger, waaronder de M16 en M4. Het Amerikaanse leger heeft tot dusver nog geen beslissing genomen over welk wapen de M16 en M4 gaat vervangen. Andere kandidaten voor de vervanging van de M4 zijn Heckler & Koch met de HK-416 en HK-417, en FN Herstal met de FN SCAR.
De ACR wordt gebruikt door de Oekraïense strijdkrachten tijdens de Russische invasie van Oekraïne. Een onbekende hoeveelheid van deze geweren is in gebruik vanaf voor maart 2022.
Recentelijk is gebleken dat de prijs van de ACR - eerst geschat op "rond de 1500" Amerikaanse dollars - verhoogd moest worden naar tussen de 2600-3000 dollar, dat vrij veel is voor een vuurwapen. Dit heeft de ACR niet erg populair gemaakt bij potentiële klanten. De vraag blijft dan ook of de ACR met die hoge prijs nog wel tegen de oppositie op kan om de M4 te vervangen.